# Theresa Hornich
Theresa „Theri“ Hornich (* 7. Januar 1991 in Wien) ist eine ehemalige österreichische Eishockeytorhüterin. Sie war zwischen 2015 und 2019 die einzige aktive Frau im österreichischen Männer-Eishockeysport. Derzeit ist sie im Management der österreichischen Nationalmannschaft der Frauen tätig, sowie als TV-Eishockeyexpertin.

## Karriere
Theresa Hornich begann ihre Karriere mit fünf Jahren beim Wiener Eislöwen-Verein, wo sie in allen Nachwuchsmannschaften aktiv war und dabei stets gegen männliche Altersgenossen spielte.
Von 2009 bis 2015 war sie Torhüterin beim EHC Wiener Wölfe in der Eisner Auto Elite Liga. Von 2015 bis 2019 spielte sie in der Sky Alps Hockey League beim EC "Die Adler" Kitzbühel und in der Österreichischen Nationalmannschaft der Frauen, mit der sie bereits an mehreren Weltmeisterschaften teilgenommen hat. Parallel dazu gehörte sie dem Kader der DEC Salzburg Eagles und der SpG Kitzbühel/Kufstein an, die in der Elite Women’s Hockey League respektive Dameneishockey-Bundesliga spielten.
Nach der AHS-Matura studierte sie an der Universität Wien Sportwissenschaften und Psychologie und absolvierte diverse Zusatzausbildungen im sportlichen Bereich. Seit September 2013 ist sie A-Lizenz-Trainerin des ÖEHV.
Seit 2020 ist sie als Eishockey-TV-Expertin bei Puls 24, Managerin der österreichischen Eishockeynationalmannschaft der Frauen, als Trainerin, sowie als Frauenbotschafterin von Inline Skaterhockey Austria tätig.     

### International
Theri Hornich war mehrere Jahre ein fixer Bestandteil des Dameneishockey-Nationalteams, wodurch sie an mehreren internationalen Turnieren und Weltmeisterschaften teilgenommen hat:
- 2018: Vaujany, Frankreich Weltmeisterschaft Div. IA
- 2017: Graz, Österreich Weltmeisterschaft Div. IA
- 2017: Tomakomai, Japan / Olympiaqualifikation für Pyeongchang 2018
- 2016: Aalborg, Dänemark Weltmeisterschaft Div. IA
- 2014: Přerov, Tschechien Weltmeisterschaft Div. IA
- 2013: Stavanger, Norwegen Weltmeisterschaft Div. IA
- 2013: Valmiera, Lettland  / Olympiaqualifikation für Sotschi 2014
- 2009: Chambery, Frankreich U18-Weltmeisterschaft  Div. I

### Trainertätigkeit
- EAC Junior Capitals
- EC "Die Adler" Kitzbühel
- ENZO (Eishockey Nachwuchs Zentrum Ost)
- Goaliecoach im österreichischen Dameneishockey U15-U18 Nationalteam
- IIHF Development Camp
- Fair and Fun Hockey Camps
- Inlineskaterhockey U19 Team Wien
- Inlineskaterhockey U19 Nationalteam
- WoGoS (Women Go Sports)

## Erfolge und Auszeichnungen
- 2010 Österreichischer Staatsmeister mit dem EHV Sabres Wien
- 2011 Meister der EWHL mit dem EHV Sabres Wien
- 2011 Österreichischer Staatsmeister mit dem EHV Sabres Wien
- 2012 Meister der EWHL mit dem EHV Sabres Wien
- 2013 Österreichischer Staatsmeister mit dem EHV Sabres Wien
- 2016 3. Platz Weltmeisterschaft
- 2017 2. Platz Weltmeisterschaft
- 2018 2. Platz Weltmeisterschaft